# یواس‌اس واسپ (۱۸۰۷)
یواس‌اس واسپ (۱۸۰۷) (به انگلیسی: USS Wasp (1807)) یک کشتی بود. این کشتی در سال ۱۸۰۶ ساخته شد.